# علم الأعصاب التربوي
علم الأعصاب التربوي (أو التربية العصبية، أحد مكونات العقل والدماغ والتعليم) هو مجال علمي ناشئ يجمع الباحثين في علم الأعصاب المعرفي وعلم الأعصاب المعرفي التنموي وعلم النفس التربوي وتكنولوجيا التعليم والنظرية التربوية وغيرها من التخصصات ذات الصلة لاستكشاف التفاعلات بين العمليات البيولوجية والتعليم. يبحث الباحثون في علم الأعصاب التربوي في الآليات العصبية للقراءة، والإدراك العددي، والانتباه والصعوبات المصاحبة لها بما في ذلك عسر القراءة، وعسر الحساب واضطراب نقص الانتباه مع فرط النشاط فيما يتعلق بالتعليم. قد يربط الباحثون في هذا المجال النتائج الأساسية في علم الأعصاب المعرفي بتكنولوجيا التعليم للمساعدة في تنفيذ المناهج لتعليم الرياضيات وتعليم القراءة. الهدف من علم الأعصاب التربوي هو توليد أبحاث أساسية وتطبيقية من شأنها أن توفر حسابًا جديدًا متعدد التخصصات للتعلم والتدريس، والذي يكون قادرًا على إعلام التعليم. إن الهدف الرئيسي لعلم الأعصاب التربوي هو سد الفجوة بين المجالين من خلال الحوار المباشر بين الباحثين والمعلمين، وتجنب "وسطاء صناعة التعلم القائم على الدماغ". هؤلاء الوسطاء لديهم مصلحة تجارية راسخة في بيع "الأساطير العصبية" وعلاجاتها المفترضة.
لقد تلقت إمكانات علم الأعصاب التربوي درجات متفاوتة من الدعم من علماء الأعصاب المعرفيين والتربويين. يزعم ديفيس أن النماذج الطبية للإدراك "... ليس لها سوى دور محدود للغاية في المجال الأوسع للتعليم والتعلم بشكل أساسي لأن الحالات العمدية المرتبطة بالتعلم ليست داخلية للأفراد بطريقة يمكن فحصها من خلال نشاط الدماغ". من ناحية أخرى، يقترح بيتيتو ودنبار أن علم الأعصاب التربوي "يوفر المستوى الأكثر صلة بالتحليل لحل المشاكل الأساسية في التعليم اليوم". أجرى هوارد جونز وبيكرينج استطلاعًا لآراء المعلمين والمعلمات حول هذا الموضوع، ووجدوا أنهم متحمسون بشكل عام لاستخدام النتائج العصبية في مجال التعليم، وأنهم شعروا أن هذه النتائج من المرجح أن تؤثر على منهجهم التعليمي أكثر من محتوى المناهج الدراسية. يتبنى بعض الباحثين وجهة نظر وسيطة ويشعرون أن الارتباط المباشر بين علم الأعصاب والتعليم هو "جسر بعيد جدًا"، ولكن يمكن لتخصص أن يستطيع الربط بينهما، مثل علم النفس المعرفي أو علم النفس التربوي أن يوفر أساسًا عصبيًا للممارسة التعليمية. ومع ذلك، يبدو أن الرأي السائد هو أن الارتباط بين التعليم وعلم الأعصاب لم يحقق إمكاناته الكاملة بعد، وسواء من خلال تخصص بحثي ثالث، أو من خلال تطوير نماذج ومشاريع بحثية جديدة في علم الأعصاب، فقد حان الوقت لتطبيق النتائج البحثية العصبية على التعليم بطريقة عملية وذات مغزى.

## التطور المبكر للدماغ
تتولد غالبية عصبونات الدماغ تقريبًا قبل الولادة، خلال الأشهر الثلاثة الأولى من الحمل، إذ يحتوي دماغ الطفل حديث الولادة على عدد مماثل من العصبونات الموجودة في دماغ الشخص البالغ. يتولد عدد كبير للغاية من العصبونات أكثر من المطلوب، ولا يبقى منها سوى تلك القادرة على تكوين وصلات نشطة. في السنة الأولى بعد الولادة، يخضع دماغ الرضيع لمرحلة مكثفة من النمو، إذ تنشأ خلالها أعداد زائدة من الوصلات بين العصبونات، ليخضع كثير منها بعد ذلك للقطع من خلال عملية التقليم المشبكي التي تلي هذه المرحلة. تُعتبر مرحلة التقليم المشبكي هذه مماثلة في أهميتها لمراحل النمو الأخرى مثل النمو السريع المبكر للوصلات بين خلايا الدماغ. تُعرف العملية المسؤولة عن تكوين عدد كبير من الوصلات بين العصبونات باسم التخلق المشبكي. بالنسبة إلى الرؤية والسمع (القشرة البصرية والسمعية)، تحدث عملية مكثفة من التخلق المشبكي المبكر. تبلغ كثافة هذه الوصلات ذروتها بين أربعة إلى 12 شهر من العمر عند نسبة 150% تقريبًا من نسبتها لدى البالغين، لتخضع هذه الوصلات بعد ذلك لعملية التقليم على نطاق واسع. تعود كثافة المشابك في القشرة البصرية إلى مستوياتها العادية لدى البالغين في الفترة المتراوحة بين عامين وأربعة أعوام من العمر. بالنسبة إلى المناطق القشرية الأخرى مثل قشرة فص الجبهة (التي يُعتقد أنها تدعم عمليات التخطيط والتفكير المنطقي)، تزداد الكثافة على نحو أبطأ وتبلغ ذروتها بعد العام الأول من العمر. يستغرق انخفاض الكثافة إلى المستويات العادية لدى البالغين ما لا يقل عن 10 إلى 20 سنة من العمر؛ ليتبع ذلك نمو كبير في الدماغ في المناطق الجبهية وصولًا إلى مرحلة المراهقة. تتميز عملية الاستقلاب الدماغي (امتصاص الغلوكوز، الذي يمثل مؤشرًا تقريبيًا على عمل المشابك العصبية) في الأعوام الأولى من الحياة بمستويات أعلى من تلك الموجودة لدى البالغين. يبلغ امتصاص الغلوكوز ذروته عند نسبة 150% تقريبًا من نسبته لدى البالغين إذ يصل إلى هذه الذروة في وقت ما بين أربعة إلى خمسة أعوام من العمر. بحلول سن العاشرة تقريبًا، تنخفض عملية الاستقلاب الدماغي إلى مستوياتها لدى البالغين في معظم مناطق القشرة المخية. يتألف نمو المخ من اندفاعات من عملية التخلق المشبكي، والوصول إلى ذروة الكثافة، ومن ثم إعادة ترتيب المشابك واستقرارها. يحدث هذا النمو في فترات مختلفة ومعدلات مختلفة لمناطق مختلفة من الدماغ، ما يشير إلى وجود فترات حساسة مختلفة لتطور أنواع معينة مختلفة من المعرفة. ساهمت أبحاث العلوم العصبية المهتمة بالتطور المبكر للدماغ في صياغة سياسة التعليم الحكومية للأطفال دون سن الثالثة في العديد من الدول بما في ذلك الولايات المتحدة والمملكة المتحدة. انصب التركيز في هذه السياسات على إثراء بيئة الأطفال خلال سنوات الحضانة ومرحلة ما قبل المدرسة، فضلًا عن تعريضهم للمنبهات والتجارب التي قد تلعب دورًا محتملًا في تحسين إمكانات التعلم لدماغ الصغار ورفعها إلى حدها الأقصى.